# Jovana Rad
Jovana Rad, coniugata Adamović (in serbo Јована Рад-Адамовић?; Novi Sad, 8 maggio 1987), è un'ex cestista serba.

## Carriera
Con la Serbia ha disputato i Campionati europei del 2013 e i Campionati mondiali del 2014.